# Liste der Bodendenkmale in Altenmedingen
In der Liste der Bodendenkmale in Altenmedingen sind alle Bodendenkmale der niedersächsischen Gemeinde Altenmedingen aufgelistet. Die Quelle ist der Denkmalatlas Niedersachsen. Der Stand der Liste ist der 13. August 2024.

## Allgemein
In den Spalten finden sich folgende Informationen des Bodendenkmales :
- Lage        : geographische Koordinaten
- Bezeichnung : Bezeichnung lt. Denkmalatlas
- Beschreibung: Beschreibung lt. Denkmalatlas
- ID          : Objekt-ID
- Bild        : Bild, ggf. zusätzlich mit Link zu weiteren Fotos im Medienarchiv Wikimedia Commons.

## Aljarn
| Lage                         | Bezeichnung          | Beschreibung | ID       | Bild |
| ---------------------------- | -------------------- | --- | -------- | ---- |
| 53° 10′ 51″ N, 10° 36′ 56″ O | Aljarn 9, Grabhügel  | Durchmesser ca. 14 Meter und Höhe ca. 1,4 Meter, Rand flach auslaufend. Störung im südlichen Bereich.                                     | 32210357 | BW   |
| 53° 10′ 39″ N, 10° 36′ 23″ O | Aljarn 13, Grabhügel | Gleichmäßig gewölbte Kuppe und flach auslaufenem Rand, Durchmesser ca. 20 Meter und Höhe ca. 1,2 Meter, westlicher Bereich abgetragen.    | 32210145 | BW   |
| 53° 10′ 30″ N, 10° 36′ 27″ O | Aljarn 14, Grabhügel | Durchmesser ca. 9 Metern und Höhe ca. 1 Meter.                                                                                            | 32210404 | BW   |
| 53° 10′ 28″ N, 10° 36′ 25″ O | Aljarn 15, Grabhügel | | 32210405 | BW   |
| 53° 10′ 27″ N, 10° 36′ 25″ O | Aljarn 16, Grabhügel | Flache Kuppe und flach auslaufender Rand, Durchmesser ca. 26 Meter und Höhe ca. 1,4 Meter, an Süd-Seite geringe Störungen durch Tierbaue. | 32210406 | BW   |
| 53° 10′ 17″ N, 10° 36′ 6″ O  | Aljarn 21, Grabhügel | Länglich-oval, (Nordost-Südwest-Richtung) Länge ca. 9 Meter, Breite ca. 8 Meter und Höhe ca. 0,5 Meter.                                   | 32208930 | BW   |
| 53° 10′ 12″ N, 10° 35′ 57″ O | Aljarn 22, Grabhügel | Kräftig gewölbtmit flach auslaufendem Rand; deutlich abgesetzt; ungestört; Durchmesser ca. 21 Meter und Höhe ca. 1,8 Meter.               | 32208931 | BW   |
| 53° 10′ 1″ N, 10° 36′ 18″ O  | Aljarn 49, Grabhügel | Flach auslaufender Rand; Dm. ca. 7 m; H. 0,4 m; am O-Rand etwas durch Graben gestört.                                                     | 32203338 | BW   |

### Aljarn 25
ID:32205644: Grabhügelfeld aus 24 Grabhügeln von denen nur noch 10 erhalten sind. Diese haben einen Durchmesser von 5 bis 18,5 Meter und Höhen von 0,20 bis 1,60 Meter.

| Lage                        | Bezeichnung | Beschreibung | ID       | Bild |
| --------------------------- | ----------- | --- | -------- | ---- |
| 53° 10′ 7″ N, 10° 36′ 45″ O | Aljarn 25   | Kräftig gewölbt, Durchmesser ca. 7 Meter und Höhe ca. 0,7 Meter, am Nord-Rand eine Störung.                                                                                   | 32208621 | BW   |
| 53° 10′ 7″ N, 10° 36′ 40″ O | Aljarn 30   | Durchmesser ca. 8 Meter und Höhe ca. 0,5 Meter mit breiter und flacher Kuppe.                                                                                                 | 32205870 | BW   |
| 53° 10′ 8″ N, 10° 36′ 40″ O | Aljarn 31   | Durchmesser ca. 16 Meter und Höhe ca. 1,5 Meter mit großer und breitgewölbter Kuppe.                                                                                          | 32206248 | BW   |
| 53° 10′ 8″ N, 10° 36′ 39″ O | Aljarn 32   | Durchmesser ca. 8 Meter und Höhe ca. 0,5 Meter und kräftig gewölbter Kuppe.                                                                                                   | 32206250 | BW   |
| 53° 10′ 7″ N, 10° 36′ 39″ O | Aljarn 33   | Durchmesser 4 Meter und Höhe 0,2 Meter. | 32206249 | BW   |
| 53° 10′ 7″ N, 10° 36′ 37″ O | Aljarn 34   | Rund, Durchmesser ca. 19 Meter und Höhe ca. 1,50 Meter, Rand flach auslaufend, am Nordostrand einige kopfgroße Steine sichtbar.                                               | 32206500 | BW   |
| 53° 10′ 6″ N, 10° 36′ 34″ O | Aljarn 40   | Kräftig gewölbt, in der Mitte etwas abgeflacht, Durchmesser ca. 13 Meter und Höhe ca. 1,6 Meter, Rand im Norden abgesetzt, sonst flach auslaufend.                            | 32206499 | BW   |
| 53° 10′ 6″ N, 10° 36′ 33″ O | Aljarn 41   | | 32206501 | BW   |
| 53° 10′ 7″ N, 10° 36′ 30″ O | Aljarn 42   | | 32205037 | BW   |
| 53° 10′ 6″ N, 10° 36′ 30″ O | Aljarn 43   | Durchmesser ca. 9 Meter und Höhe ca. 0,6 Meter. | 32205038 | BW   |
| 53° 10′ 5″ N, 10° 36′ 30″ O | Aljarn 44   | Unregelmäßige Form, Durchmesser ca. 6 Meter und Höhe ca. 0,3 Meter. | 32205039 | BW   |
| 53° 10′ 7″ N, 10° 36′ 30″ O | Aljarn 46   | Rund mit kleiner Kuppe mit verwaschenem Rand, Durchmesser ca. 6 Meter und Höhe ca. 0,40 Meter. Wenige faustgroße Steine und sandigen Boden. Im Norden verwachsene Eingrabung. | 32205281 | BW   |
| 53° 10′ 7″ N, 10° 36′ 28″ O | Aljarn 47   | | 32205282 | BW   |

## Altenmedingen
| Lage                         | Bezeichnung                    | Beschreibung | ID       | Bild |
| ---------------------------- | ------------------------------ | --- | -------- | ---- |
| 53° 10′ 10″ N, 10° 33′ 32″ O | Altenmedingen 1, Großsteingrab | | 32210732 | BW   |
| 53° 10′ 28″ N, 10° 33′ 32″ O | Altenmedingen 2, Grabhügel     | Rund, Durchmesser ca. 6 Meter und Höhe ca. 0,50 Meter. | 32203650 | BW   |
| 53° 10′ 26″ N, 10° 33′ 30″ O | Altenmedingen 3, Grabhügel     | Rund, Durchmesser ca. 6 Meter und Höhe ca. 0,3 Meter, am westlichen Rand leichte Störung.                                                                                                   | 32756052 | BW   |
| 53° 10′ 26″ N, 10° 33′ 31″ O | Altenmedingen 4, Grabhügel     | Rund, Durchmesser ca. 4 Meter und Höhe ca. 0,3 Meter, am östlichen Rand Findlinge. | 32206244 | BW   |
| 53° 10′ 25″ N, 10° 33′ 31″ O | Altenmedingen 5, Grabhügel     | Rund, Durchmesser ca. 4 Meter und Höhe ca. 0,3 Meter. | 32206245 | BW   |
| 53° 10′ 18″ N, 10° 33′ 41″ O | Altenmedingen 7, Grabhügel     | Annähernd rund, Durchmesser ca. 9 Meter und Höhe 0,5 Meter. | 32209291 | BW   |
| 53° 10′ 15″ N, 10° 33′ 42″ O | Altenmedingen 8, Grabhügel     | Hochgewölbt, Durchmesser ca. 6 Meter und Höhe ca. 0,7 Meter; deutlich erkennbare Steinaufschüttung; über die Mitte des Hügels führt tiefe Fahrspurrille.                                    | 32208932 | BW   |
| 53° 10′ 15″ N, 10° 33′ 44″ O | Altenmedingen 9, Grabhügel     | Oval, Durchmesser ca. 9 Meter und Höhe ca. 0,8 Meter, deutlich gewölbt, gut erkennbare Steinaufschüttung.                                                                                   | 32209071 | BW   |
| 53° 10′ 27″ N, 10° 33′ 52″ O | Altenmedingen 38, Grabhügel    | Rund mit mächtiger Steinpackung. Nördlicher Bereich durch Waldweg leicht angeschnitten. | 32205646 | BW   |
| 53° 10′ 26″ N, 10° 33′ 53″ O | Altenmedingen 40, Grabhügel    | Unregelmäßig, Durchmesser ca. 11 Meter und Höhe ca. 0,3 Meter, Steinabdeckung erkennbar, im Osten durch Waldschneise zu ca. 1/2 gestört.                                                    | 32208418 | BW   |
| 53° 10′ 29″ N, 10° 34′ 1″ O  | Altenmedingen 41, Grabhügel    | Unregelmäßig, Durchmesser ca. 5 Meter und Höhe ca. 0,2 Meter, Steinbedeckung erkennbar. | 32208419 | BW   |
| 53° 10′ 36″ N, 10° 34′ 10″ O | Altenmedingen 117, Grabhügel   | Oval (Nord-Süd gerichtet), Durchmesser ca. 6 Meter und Höhe ca. 0,3 Meter. | 32208546 | BW   |
| 53° 10′ 34″ N, 10° 34′ 10″ O | Altenmedingen 120, Grabhügel   | Dm. 5 m und H. 0,5 m. | 32208547 | BW   |
| 53° 10′ 36″ N, 10° 34′ 17″ O | Altenmedingen 124, Grabhügel   | Rund, flachgewölbt mit flach auslaufendem Rand, Durchmesser ca. 8 Meter und Höhe ca. 0,6 Meter, gut erkennbare Steinpackung.                                                                | 32208548 | BW   |
| 53° 9′ 37″ N, 10° 35′ 27″ O  | Altenmedingen 263, Grabhügel   | Flach, Dm. 4 m und H. 0,3 m. | 32208911 | BW   |
| 53° 9′ 45″ N, 10° 34′ 58″ O  | Altenmedingen 264, Grabhügel   | Flach, Dm. 4,5 m und Höhe 0,2 m; aus Steinen aufgebaut. | 32208912 | BW   |
| 53° 9′ 41″ N, 10° 34′ 37″ O  | Altenmedingen 268, Grabhügel   | Dm. 5 m und H. 0,15 m. | 32208913 | BW   |
| 53° 9′ 31″ N, 10° 34′ 50″ O  | Altenmedingen 284, Grabhügel   | Durchmesser ca. 7 Meter und von ca. 0,5 Meter, östliche Hügelhälfte beim Anlegen eines Waldweges abgetragen. Westliche Hälfte z.T. künstlich aufgeschüttet.                                 | 32207434 | BW   |
| 53° 9′ 31″ N, 10° 34′ 49″ O  | Altenmedingen 285, Grabhügel   | Annähernd rund, Durchmesser ca. 7 Meter und Höhe ca. 0,4 Meter, am südwestlichen Rand größerer Stein.                                                                                       | 32207435 | BW   |
| 53° 9′ 28″ N, 10° 34′ 46″ O  | Altenmedingen 287, Grabhügel   | Flach, mit gleichmäßig auslaufendem Rand, Durchmesser ca. 6 Meter und Höhe ca. 0,3 Meter, anscheinend unbeschädigt.                                                                         | 32207681 | BW   |
| 53° 9′ 21″ N, 10° 35′ 8″ O   | Altenmedingen 290, Grabhügel   | Flach, Durchmesser ca. 6 Meter und Höhe ca. 0,4 Meter. | 32207682 | BW   |
| 53° 9′ 22″ N, 10° 35′ 23″ O  | Altenmedingen 293, Grabhügel   | Oval, L. 6 m, Br. von 2 m und H. 0,35 m. Steinbedeckung erkennbar. | 32207683 | BW   |
| 53° 9′ 24″ N, 10° 35′ 27″ O  | Altenmedingen 294, Grabhügel   | Gleichmäßig geformt, Durchmesser ca. 7 Meter und Höhe ca. 0,9 Meter, an Süd-Seite am Schneisengraben steil abgegraben.                                                                      | 32208322 | BW   |
| 53° 9′ 18″ N, 10° 35′ 25″ O  | Altenmedingen 306, Grabhügel   | Oval, (in Nord-Süd-Richtung) Länge ca. 13 Meter, Breite ca. 8 Meter und Höhe ca. 0,7 Meter, flach auslaufend und Steinabdeckung erkennbar.                                                  | 32206031 | BW   |
| 53° 9′ 3″ N, 10° 35′ 37″ O   | Altenmedingen 315, Grabhügel   | Breitgewölbt, Durchmesser ca. 12 Meter und Höhe ca. 0,9 Meter, anscheinend früher mit Steinkranz aufgebaut.                                                                                 | 32205280 | BW   |
| 53° 9′ 1″ N, 10° 35′ 34″ O   | Altenmedingen 317, Wölbacker   | | 32206624 | BW   |
| 53° 8′ 53″ N, 10° 35′ 0″ O   | Altenmedingen 319, Grabhügel   | Flachgewölbt, Dm. 14,5 m und H. 0,8 m. Rand nur wenig abgesetzt. | 32206274 | BW   |
| 53° 8′ 57″ N, 10° 35′ 15″ O  | Altenmedingen 327, Grabhügel   | L. 6 m, Br. 3,5 m und H. 0,15 m. Steinbedeckung erkennbar und durch Wegespuren am Westrand gestört.                                                                                         | 32207668 | BW   |
| 53° 8′ 57″ N, 10° 35′ 16″ O  | Altenmedingen 328, Grabhügel   | Flachgewölbt, rund, Dm. 8 m und H. 0,5 m. | 32207669 | BW   |
| 53° 8′ 54″ N, 10° 35′ 22″ O  | Altenmedingen 329, Wölbacker   | | 32206864 | BW   |
| 53° 8′ 56″ N, 10° 35′ 27″ O  | Altenmedingen 330, Wölbacker   | | 32206865 | BW   |
| 53° 8′ 55″ N, 10° 35′ 26″ O  | Altenmedingen 331, Wölbacker   | | 32206866 | BW   |
| 53° 8′ 55″ N, 10° 35′ 22″ O  | Altenmedingen 334, Grabhügel   | | 32205034 | BW   |
| 53° 8′ 55″ N, 10° 35′ 23″ O  | Altenmedingen 335, Grabhügel   | | 32205035 | BW   |
| 53° 8′ 55″ N, 10° 35′ 24″ O  | Altenmedingen 336, Grabhügel   | | 32205036 | BW   |
| 53° 8′ 55″ N, 10° 35′ 25″ O  | Altenmedingen 337, Grabhügel   | Rund, Durchmesser 7 Meter und Höhe 0,15 Meter. | 32207410 | BW   |
| 53° 8′ 58″ N, 10° 35′ 28″ O  | Altenmedingen 339, Grabhügel   | | 32207411 | BW   |
| 53° 8′ 53″ N, 10° 35′ 32″ O  | Altenmedingen 348, Grabhügel   | Oval, Länge ca. 11 Metern, Breite ca. 9 Metern, Höhe ca. 0,7 Metern. | 32207670 | BW   |
| 53° 9′ 28″ N, 10° 35′ 46″ O  | Altenmedingen 398, Grabhügel   | Fast rechteckig, L. 8,5 m; Br. 2 m; H. 0,2 m; aus faust- bis kopfgroßen Steinen. | 32207785 | BW   |
| 53° 9′ 34″ N, 10° 35′ 45″ O  | Altenmedingen 399, Grabhügel   | Flach, Durchmesser ca. 6 Meter und Höhe ca. 0,3 Meter. | 32207786 | BW   |
| 53° 7′ 13″ N, 10° 36′ 7″ O   | Altenmedingen 401, Grabhügel   | Durchmesser ca. 11 Meter und Höhe ca. 0,8 Meter, gleichmäßig geformt und Rand läuft flach aus. Im Süden von einem Feldweg angeschnitten.                                                    | 32207787 | BW   |
| 53° 7′ 13″ N, 10° 35′ 26″ O  | Altenmedingen 405, Grabhügel   | | 32208417 | BW   |
| 53° 7′ 2″ N, 10° 34′ 25″ O   | Altenmedingen 406, Grabhügel   | Durchmesser ca. 13 Meter und Höhe ca. 0,9 Meter, gut gewölbt und Oberfläche etwas abgeplattet. Rand läuft allseitig flach aus. Am Südrand beim Ausheben des Grenzgrabens etwas abgestochen. | 32206406 | BW   |
| 53° 6′ 57″ N, 10° 34′ 13″ O  | Altenmedingen 407, Grabhügel   | Durchmesser 20,5 Meter und Höhe 1 Meter. Kuppe gewölbt und der Rand läuft flach aus. Durch die Hügelmitte verläuft 1 Meter breiter und 0,5 Meter tiefer Grenzgraben.                        | 32206650 | BW   |
| 53° 10′ 17″ N, 10° 33′ 27″ O | Altenmedingen 444, Grabhügel   | Oval (in Nord-Süd Richtung), Durchmesser ca. 11 Meter und Höhe ca. 0,5 Meter. | 32204679 | BW   |
| 53° 10′ 25″ N, 10° 33′ 31″ O | Altenmedingen 448, Grabhügel   | Rund, Durchmesser ca. 6 Meter und Höhe ca. 0,4 Meter, Steinabdeckung zu erkennen, am nördlichen Rand ein Findling und am westlichen eine Störung.                                           | 32208622 | BW   |
| 53° 10′ 25″ N, 10° 33′ 31″ O | Altenmedingen 449, Grabhügel   | Oval, Durchmesser ca. 4 Metern und Höhe ca. 0,2 Meter, im nördlichen Bereich vom Waldweg leicht angeschnitten, Steinabdeckung erkennbar.                                                    | 32208758 | BW   |
| 53° 10′ 25″ N, 10° 33′ 30″ O | Altenmedingen 450, Grabhügel   | | 32208759 | BW   |
| 53° 7′ 15″ N, 10° 35′ 5″ O   | Altenmedingen 451, Grabhügel   | Unregelmäßig, Durchmesser ca. 10 Meter und Höhe ca. 0,5 Meter. | 32206651 | BW   |
| 53° 8′ 51″ N, 10° 35′ 23″ O  | Altenmedingen 460, Grabhügel   | Flachgewölbt, rund, Durchmesser 9 Meter und Höhe 0,3 Meter. Einige Steine sichtbar. | 32205056 | BW   |
| 53° 7′ 13″ N, 10° 35′ 33″ O  | Altenmedingen 471, Grabhügel   | Rund, Durchmesser ca. 11 Meter und Höhe ca. 0,4 m, Rand läuft aus, Oberfläche abgeflacht.                                                                                                   | 32206108 | BW   |

### Altenmedingen 10
ID:32210734

| Lage                         | Bezeichnung                       | Beschreibung | ID       | Bild |
| ---------------------------- | --------------------------------- | --- | -------- | ---- |
| 53° 10′ 17″ N, 10° 33′ 47″ O | Altenmedingen 10                  | Im Nordwesten gestört, Durchmesser ca. 10 Meter und Höhe ca. 0,4 Meter. | 32206246 | BW   |
| 53° 10′ 17″ N, 10° 33′ 48″ O | Altenmedingen 11                  | Rund, Durchmesser ca. 6 Meter und Höhe ca. 0,40 Meter, gut erkennbare Steinaufschüttungen und im Südwesten durch eine Wühlstelle gestört.                                                                              | 32203886 | BW   |
| 53° 10′ 19″ N, 10° 33′ 49″ O | Altenmedingen 12                  | Reste eines Grabhügels, Durchmesser 8 Meter und Höhe 0,25 Meter, im Süden angegraben. | 32203745 | BW   |
| 53° 10′ 18″ N, 10° 33′ 49″ O | Altenmedingen 13                  | Gut gewölbt, Durchmesser ca. 10 Meter und Höhe ca. 0,6 Meter, im östlichen Bereich Wühlstellen. | 32203746 | BW   |
| 53° 10′ 18″ N, 10° 33′ 53″ O | Altenmedingen 14                  | Gleichmäßig geformt, Durchmesser 7 Meter und Höhe 0,6 Meter. Steinbedeckung schwer erkennbar. | 32203887 | BW   |
| 53° 10′ 18″ N, 10° 33′ 54″ O | Altenmedingen 15                  | Gleichmäßig geformt, Durchmesser ca. 11 Meter und Höhe ca. 0,6 Meter. Steinabdeckung mit faust- bis kopfgroßen Steinen und zu teilen sekundär verlagert.                                                               | 32204001 | BW   |
| 53° 10′ 19″ N, 10° 33′ 55″ O | Altenmedingen 16                  | Gleichmäßig geformt, Durchmesser 5,50 Meter und Höhe 0,50 Meter. Steinbedeckung erkennbar. | 32204002 | BW   |
| 53° 10′ 20″ N, 10° 33′ 56″ O | Altenmedingen 17                  | Durchmesser ca. 6 Meter und Höhe ca. 0,20 Meter. | 32204246 | BW   |
| 53° 10′ 20″ N, 10° 33′ 57″ O | Altenmedingen 18                  | | 32204247 | BW   |
| 53° 10′ 19″ N, 10° 33′ 59″ O | Altenmedingen 19                  | Annähernd rund, Durchmesser ca. 5 Meter und Höhe ca. 0,3 Meter. | 32204248 | BW   |
| 53° 10′ 16″ N, 10° 33′ 52″ O | Altenmedingen 20                  | Gleichmäßig geformt, Durchmesser ca. 10 Meter und Höhe ca. 0,4 Meter. | 32204765 | BW   |
| 53° 10′ 16″ N, 10° 33′ 54″ O | Altenmedingen 21                  | | 32203888 | BW   |
| 53° 10′ 16″ N, 10° 33′ 56″ O | Altenmedingen 22                  | | 32204766 | BW   |
| 53° 10′ 17″ N, 10° 33′ 56″ O | Altenmedingen 23                  | Gleichmäßig geformt, Durchmesser ca. 9 Meter und Höhe ca. 0,4 Meter. | 32204767 | BW   |
| 53° 10′ 17″ N, 10° 33′ 59″ O | Altenmedingen 24                  | | 32203181 | BW   |
| 53° 10′ 15″ N, 10° 33′ 59″ O | Altenmedingen 25                  | Gleichmäßig geformt, Durchmesser 7 Meter und Höhe 0,60 Meter. | 32207149 | BW   |
| 53° 10′ 15″ N, 10° 34′ 0″ O  | Altenmedingen 26                  | | 32208760 | BW   |
| 53° 10′ 15″ N, 10° 34′ 2″ O  | Altenmedingen 27                  | | 32209328 | BW   |
| 53° 10′ 15″ N, 10° 34′ 5″ O  | Altenmedingen 28                  | | 32209329 | BW   |
| 53° 10′ 14″ N, 10° 33′ 58″ O | Altenmedingen 29                  | | 32207148 | BW   |
| 53° 10′ 15″ N, 10° 34′ 6″ O  | Altenmedingen 30                  | Oval (Nord-Süd ausgerichtet), Durchmesser 5 Meter und Höhe 0,20 Meter. | 32209330 | BW   |
| 53° 10′ 14″ N, 10° 34′ 7″ O  | Altenmedingen 31                  | Unregelmäßige Form, Durchmesser 5 Meter und Höhe 0,20 Meter. | 32207150 | BW   |
| 53° 10′ 10″ N, 10° 34′ 0″ O  | Altenmedingen 32                  | Flach, unregelmäßig, Durchmesser 5 Meter und Höhe 0,20 Meter. | 32209467 | BW   |
| 53° 10′ 26″ N, 10° 33′ 57″ O | Altenmedingen 43                  | | 32209469 | BW   |
| 53° 10′ 26″ N, 10° 34′ 2″ O  | Altenmedingen 44                  | Gleichmäßig geformt, Durchmesser 7 Meter und Höhe 0,40 Meter. | 32205859 | BW   |
| 53° 10′ 25″ N, 10° 33′ 58″ O | Altenmedingen 45                  | Flach, rund, Durchmesser 6 Meter und Höhe 0,40 Meter. | 32209593 | BW   |
| 53° 10′ 24″ N, 10° 34′ 0″ O  | Altenmedingen 46                  | Rund, Durchmesser ca. 6 Meter und Höhe ca. 0,30 Meter. | 32209594 | BW   |
| 53° 10′ 23″ N, 10° 34′ 1″ O  | Altenmedingen 47                  | Flach, unregelmäßige, Durchmesser ca. 7 Meter und Höhe ca. 0,2 Meter, teilweise abgetragen. Steinbedeckung erkennbar.                                                                                                  | 32209839 | BW   |
| 53° 10′ 25″ N, 10° 34′ 1″ O  | Altenmedingen 48                  | Oval mit flach auslaufendem Rand, Länge ca. 10 Meter, Breite ca. 8 Meter und Höhe ca. 0,60 Meter. | 32209840 | BW   |
| 53° 10′ 25″ N, 10° 34′ 2″ O  | Altenmedingen 49                  | Rund, Durchmesser ca. 8 Meter und Höhe ca. 0,50 Meter, mit Steinen bedeckt. | 32209841 | BW   |
| 53° 10′ 25″ N, 10° 34′ 4″ O  | Altenmedingen 50                  | | 32210211 | BW   |
| 53° 10′ 25″ N, 10° 34′ 5″ O  | Altenmedingen 51                  | Rund, Durchmesser 5 Meter und Höhe von 0,20 Meter. Steinabdeckung erkennbar. Im nördlichen Bereich Störung durch Wühlstellen von Wildschweinen.                                                                        | 32210212 | BW   |
| 53° 10′ 24″ N, 10° 34′ 5″ O  | Altenmedingen 52                  | | 32210213 | BW   |
| 53° 10′ 26″ N, 10° 34′ 7″ O  | Altenmedingen 53                  | Rund, Durchmesser 4 Meter und Höhe 0,20 Meter. Steinbedeckung erkennbar. | 32210585 | BW   |
| 53° 10′ 25″ N, 10° 34′ 8″ O  | Altenmedingen 54                  | Rund, Durchmesser ca. 7 Meter und Höhe ca. 0,3 Meter, mit Steinen abgedeckt. | 32210586 | BW   |
| 53° 10′ 22″ N, 10° 34′ 12″ O | Altenmedingen 56                  | | 32210847 | BW   |
| 53° 10′ 21″ N, 10° 34′ 10″ O | Altenmedingen 57                  | | 32210587 | BW   |
| 53° 10′ 20″ N, 10° 34′ 8″ O  | Altenmedingen 58                  | Oval, Durchmesser ca. 5 Meter und Höhe ca. 0,20 Meter, Steinbedeckung erkennbar. | 32210848 | BW   |
| 53° 10′ 20″ N, 10° 34′ 11″ O | Altenmedingen 59                  | Durchmesser ca. 9 Meter und Höhe ca. 0,50 Meter. | 32210849 | BW   |
| 53° 10′ 18″ N, 10° 34′ 8″ O  | Altenmedingen 60                  | Oval (in West-Ost-Richtung), Länge ca. 8 Meter, Breite ca. 6 Meter und Höhe ca. 0,3 Meter. | 32209018 | BW   |
| 53° 10′ 17″ N, 10° 34′ 8″ O  | Altenmedingen 61                  | Oval, Länge ca. 5 Meter (Ost-West) und Breite ca. 4 Meter (Nord-Süd). | 32209112 | BW   |
| 53° 10′ 17″ N, 10° 34′ 9″ O  | Altenmedingen 62                  | Gleichmäßig geformt, Durchmesser ca. 5 Meter und Höhe ca. 0,35 Meter, mit Steinen bedeckt. | 32209373 | BW   |
| 53° 10′ 16″ N, 10° 34′ 6″ O  | Altenmedingen 64                  | Gleichmäßig geformt, Durchmesser ca. 10 Meter und Höhe ca. 0,40 Meter. | 32209374 | BW   |
| 53° 10′ 16″ N, 10° 34′ 9″ O  | Altenmedingen 66                  | Gleichmäßig geformt, Durchmesser ca. 7 Meter und Höhe ca. 0,40 Meter, mit Steinen bedeckt. | 32209111 | BW   |
| 53° 10′ 15″ N, 10° 34′ 8″ O  | Altenmedingen 67                  | Gleichmäßig geformt, Durchmesser ca. 5 Metern und Höhe ca. 0,20 Meter, Steinbedeckung. | 32209613 | BW   |
| 53° 10′ 15″ N, 10° 34′ 8″ O  | Altenmedingen 68                  | Rund, Durchmesser ca. 5 Meter und Höhe ca. 0,20 Meter. | 32209759 | BW   |
| 53° 10′ 16″ N, 10° 34′ 10″ O | Altenmedingen 69                  | Unregelmäßige Form, Durchmesser ca. 4 Meter und Höhe ca. 0,20 Meter. | 32209760 | BW   |
| 53° 10′ 14″ N, 10° 34′ 10″ O | Altenmedingen 70                  | Rund, Durchmesser ca. 8 Meter und Höhe ca. 0,25 Meter, mit Steinen bedeckt. | 32209761 | BW   |
| 53° 10′ 14″ N, 10° 34′ 12″ O | Altenmedingen 71                  | Gleichmäßig geformt, Durchmesser ca. 9 Meter und Höhe ca. 0,60 Meter. | 32210134 | BW   |
| 53° 10′ 16″ N, 10° 34′ 13″ O | Altenmedingen 72                  | Rest eines Grabhügels, Durchmesser ca. 8 Meter und Höhe ca. 0,30 Meter, im südlichen Bereich mit Steinen bedeckt, im nördlichen Bereich eine Störung die vermutlich durch Waldarbeiten entstand, ansonsten abgeflacht. | 32210228 | BW   |
| 53° 10′ 17″ N, 10° 34′ 14″ O | Altenmedingen 73                  | Oval, flach, Durchmesser ca. 5 Meter und Höhe ca. 0,30 Meter, Steinbedeckung erkennbar. | 32210358 | BW   |
| 53° 10′ 16″ N, 10° 34′ 14″ O | Altenmedingen 74                  | Durchmesser ca. 5 Meter und Höhe ca. 0,25 Meter, im Nordbereich durch umgestürzten Baum leicht gestört, am Südostrand ein Findling.                                                                                    | 32210359 | BW   |
| 53° 10′ 16″ N, 10° 34′ 14″ O | Altenmedingen 75                  | | 32210360 | BW   |
| 53° 10′ 15″ N, 10° 34′ 16″ O | Altenmedingen 77                  | | 32210614 | BW   |
| 53° 10′ 14″ N, 10° 34′ 17″ O | Altenmedingen 78                  | | 32210615 | BW   |
| 53° 10′ 24″ N, 10° 34′ 14″ O | Altenmedingen 79                  | Durchmesser ca. 9 Meter und Höhe ca. 0,60 Meter, zur Hälfte beim Anlegen einer Schneise zerstört. | 32210616 | BW   |
| 53° 10′ 23″ N, 10° 34′ 13″ O | Altenmedingen 80                  | Durchmesser ca. 5 Meter und Höhe ca. 0,20 Meter. | 32210852 | BW   |
| 53° 10′ 23″ N, 10° 34′ 16″ O | Altenmedingen 81                  | Durchmesser ca. 8 Meter und Höhe ca. 0,5 Meter. | 32210853 | BW   |
| 53° 10′ 22″ N, 10° 34′ 20″ O | Altenmedingen 82                  | Durchmesser ca. 6 Meter und Höhe ca. 0,40 Meter. | 32210854 | BW   |
| 53° 10′ 20″ N, 10° 34′ 19″ O | Altenmedingen 83                  | Gleichmäßig geformt, Durchmesser ca. 6 Meter und Höhe ca. 0,30 Meter, Steinbedeckung erkennbar und am nördlichen Hügelrand eine Störung.                                                                               | 32209047 | BW   |
| 53° 10′ 21″ N, 10° 34′ 21″ O | Altenmedingen 84                  | Rund, Durchmesser ca. 6 Meter und Höhe ca. 0,40 Meter, Steinbedeckung kaum erkennbar. | 32209048 | BW   |
| 53° 10′ 20″ N, 10° 34′ 22″ O | Altenmedingen 85                  | Rund, Durchmesser ca. 5 Meter und Höhe ca. 0,20 Meter. | 32209141 | BW   |
| 53° 10′ 21″ N, 10° 34′ 26″ O | Altenmedingen 86                  | Gleichmäßig geformt, Durchmesser ca. 7 Meter und Höhe ca. 0,50 Meter, evtl. vom Weg leicht gestört. | 32209294 | BW   |
| 53° 10′ 22″ N, 10° 34′ 27″ O | Altenmedingen 87                  | Gleichmäßig geformt, Durchmesser ca. 6 Meter und Höhe ca. 0,20 Meter. | 32209295 | BW   |
| 53° 10′ 17″ N, 10° 34′ 20″ O | Altenmedingen 88                  | Gleichmäßig geformt, Durchmesser ca. 6 Meter und Höhe ca. 0,20 Meter. | 32209296 | BW   |
| 53° 10′ 18″ N, 10° 34′ 23″ O | Altenmedingen 89                  | Gleichmäßig geformt, Durchmesser ca. 7 Meter und Höhe ca. 0,40 Meter. | 32209516 | BW   |
| 53° 10′ 18″ N, 10° 34′ 21″ O | Altenmedingen 90                  | Unregelmäßig geformt, Durchmesser ca. 6 Meter und Höhe ca. 0,20 Meter, erkennbare Steinbedeckung und leichte Störungen am Süd- und Westrand.                                                                           | 32209612 | BW   |
| 53° 10′ 16″ N, 10° 34′ 26″ O | Altenmedingen 91                  | Gleichmäßig geformt, Durchmesser ca. 8 Meter und Höhe ca. 0,50 Meter. | 32209614 | BW   |
| 53° 10′ 14″ N, 10° 34′ 23″ O | Altenmedingen 93                  | Flach, unregelmäßig, Durchmesser ca. 5 Meter und Höhe ca. 0,20 Meter. | 32209517 | BW   |
| 53° 10′ 13″ N, 10° 34′ 23″ O | Altenmedingen 98                  | Durchmesser ca. 4 Meter und Höhe ca. 0,20 Meter, aufgewühlt und mit Steinen bedeckt. | 32209771 | BW   |
| 53° 10′ 14″ N, 10° 34′ 31″ O | Altenmedingen 101                 | Unregelmäßig geformt, Durchmesser ca. 5 Meter und Höhe ca. 0,30 Meter, mit Steinen bedeckt. | 32209518 | BW   |
| 53° 10′ 14″ N, 10° 34′ 32″ O | Altenmedingen 102                 | Rund, Durchmesser ca. 8 Meter und Höhe ca. 0,40 Meter, mit Steinen bedeckt. | 32209772 | BW   |
| 53° 10′ 13″ N, 10° 34′ 32″ O | Altenmedingen 104                 | | 32210408 | BW   |
| 53° 10′ 9″ N, 10° 34′ 28″ O  | Altenmedingen 107                 | Flach, gut geformt, Durchmesser 7 Meter und Höhe 0,40 Meter. Leichte Beschädigung durch Maschineneinsatz bei Neuanpflanzungen. Steinabdeckung erkennbar.                                                               | 32210409 | BW   |
| 53° 10′ 10″ N, 10° 34′ 30″ O | Altenmedingen 108                 | Gewölbt, gleichmäßig geformt, Durchmesser ca. 10 Metern und Höhe ca. 0,80 Meter. | 32210780 | BW   |
| 53° 10′ 6″ N, 10° 34′ 24″ O  | Altenmedingen 110                 | | 32210407 | BW   |
| 53° 10′ 7″ N, 10° 34′ 29″ O  | Altenmedingen 111                 | | 32210781 | BW   |
| 53° 10′ 31″ N, 10° 34′ 10″ O | Altenmedingen 122                 | Unregelmäßig geformt, Durchmesser ca. 5 Meter und Höhe ca. 0,20 Meter, mit Steinen abgedeckt und in der Mitte durch Wiederaufforstungsmaßnahmen und eine alte Waldschneise gestört.                                    | 32210782 | BW   |
| 53° 10′ 31″ N, 10° 34′ 12″ O | Altenmedingen 123                 | Unregelmäßig geformt, Durchmesser ca. 9 Meter und Höhe ca. 0,40 Meter, durch Neuanpflanzung einer Fichtenschonung gestört.                                                                                             | 32210133 | BW   |
| 53° 10′ 36″ N, 10° 34′ 21″ O | Altenmedingen 125                 | Durchmesser ca. 5 Meter und Höhe ca. 0,25 Meter. | 32210897 | BW   |
| 53° 10′ 35″ N, 10° 34′ 21″ O | Altenmedingen 126                 | Durchmesser ca. 8 Meter und Höhe ca. 0,50 Meter. | 32210898 | BW   |
| 53° 10′ 34″ N, 10° 34′ 21″ O | Altenmedingen 127                 | | 32210899 | BW   |
| 53° 10′ 33″ N, 10° 34′ 19″ O | Altenmedingen 128                 | Breit, flach, Durchmesser ca. 8 Meter und Höhe ca. 0,60 Meter, aus Steinen gebaut, im Nordosten etwas gestört. | 32209072 | BW   |
| 53° 10′ 31″ N, 10° 34′ 20″ O | Altenmedingen 129                 | | 32209073 | BW   |
| 53° 10′ 29″ N, 10° 34′ 19″ O | Altenmedingen 130                 | Gleichmäßig geformt mit gleichmäßigen Rand, Durchmesser ca. 9 Meter und Höhe ca. 0,60 Meter. | 32209074 | BW   |
| 53° 10′ 28″ N, 10° 34′ 19″ O | Altenmedingen 131                 | Teilweise zerstört, Durchmesser ca. 8 Meter und Höhe ca. 0,40 m. | 32203146 | BW   |
| 53° 10′ 25″ N, 10° 34′ 26″ O | Altenmedingen 132                 | Durchmesser ca. 4 Meter und Höhe ca. 0,20 Meter. | 32203147 | BW   |
| 53° 10′ 27″ N, 10° 34′ 26″ O | Altenmedingen 133                 | Durchmesser ca. 5 Meter und Höhe ca. 0,30 Meter. | 32203145 | BW   |
| 53° 10′ 27″ N, 10° 34′ 30″ O | Altenmedingen 134                 | Rund, Durchmesser ca. 4 Meter und Höhe ca. 0,30 Meter. Mit Steinen bedeckt. | 32203494 | BW   |
| 53° 10′ 30″ N, 10° 34′ 25″ O | Altenmedingen 135                 | Breit, flach mit gleichmäßig geformtem Rand, flach auslaufend, Durchmesser ca. 8 Meter und Höhe ca. 0,50 Meter. | 32203495 | BW   |
| 53° 10′ 31″ N, 10° 34′ 26″ O | Altenmedingen 136                 | Breit, flach mit flach auslaufenden Rand, Durchmesser ca. 7 Meter und Höhe ca. 0,40 Meter, aus Steinen aufgebaut. | 32203889 | BW   |
| 53° 10′ 32″ N, 10° 34′ 26″ O | Altenmedingen 137                 | Flach, ebenmäßig geformter mit flach auslaufendem Rand, Durchmesser ca. 9 Meter und Höhe ca. 0,40 Meter, aus Steinen aufgebaut.                                                                                        | 32203890 | BW   |
| 53° 10′ 32″ N, 10° 34′ 29″ O | Altenmedingen 138                 | Durchmesser ca. 6 Meter und Höhe ca. 0,40 Meter. | 32203891 | BW   |
| 53° 10′ 34″ N, 10° 34′ 35″ O | Altenmedingen 142                 | | 32204494 | BW   |
| 53° 10′ 33″ N, 10° 34′ 34″ O | Altenmedingen 143                 | | 32206082 | BW   |
| 53° 10′ 29″ N, 10° 34′ 32″ O | Altenmedingen 145                 | Durchmesser 5 Meter und Höhe 0,60 Meter. Aus Steinen aufgebaut. | 32203400 | BW   |
| 53° 10′ 30″ N, 10° 34′ 33″ O | Altenmedingen 146                 | Durchmesser 5 Meter und Höhe 0,30 Meter. | 32204496 | BW   |
| 53° 10′ 30″ N, 10° 34′ 40″ O | Altenmedingen 147                 | Aus Steinen erbaut, Durchmesser ca. 6 Meter und Höhe ca. 0,40 Meter. | 32204771 | BW   |
| 53° 10′ 30″ N, 10° 34′ 42″ O | Altenmedingen 148                 | Durchmesser 6 Meter und Höhe 0,35 Meter. | 32204865 | BW   |
| 53° 10′ 28″ N, 10° 34′ 40″ O | Altenmedingen 149                 | Durchmesser ca. 8 Meter und Höhe ca. 0,50 Meter. | 32204866 | BW   |
| 53° 10′ 27″ N, 10° 34′ 39″ O | Altenmedingen 150                 | Durchmesser ca. 9 Meter und Höhe ca. 0,50 Meter. | 32203306 | BW   |
| 53° 10′ 26″ N, 10° 34′ 36″ O | Altenmedingen 151                 | | 32203402 | BW   |
| 53° 10′ 26″ N, 10° 34′ 37″ O | Altenmedingen 152                 | Durchmesser ca. 10 Meter und Höhe ca. 0,50 Meter. | 32203552 | BW   |
| 53° 10′ 27″ N, 10° 34′ 42″ O | Altenmedingen 153                 | | 32203401 | BW   |
| 53° 10′ 27″ N, 10° 34′ 44″ O | Altenmedingen 154                 | Durchmesser 4 Meter und Höhe 0,30 Meter. | 32203554 | BW   |
| 53° 10′ 26″ N, 10° 34′ 43″ O | Altenmedingen 155                 | | 32203553 | BW   |
| 53° 10′ 26″ N, 10° 34′ 45″ O | Altenmedingen 156                 | Durchmesser 4 Meter und Höhe 0,40 Meter. | 32204025 | BW   |
| 53° 10′ 24″ N, 10° 34′ 44″ O | Altenmedingen 157                 | Durchmesser ca. 8 Meter und Höhe ca. 0,40 Meter. | 32207359 | BW   |
| 53° 10′ 24″ N, 10° 34′ 43″ O | Altenmedingen 158                 | Durchmesser ca. 6 Meter und Höhe ca. 0,30 Meter. | 32204026 | BW   |
| 53° 10′ 24″ N, 10° 34′ 42″ O | Altenmedingen 159                 | | 32204293 | BW   |
| 53° 10′ 24″ N, 10° 34′ 39″ O | Altenmedingen 160                 | Durchmesser 6 Meter und Höhe 0,50 Meter. | 32204294 | BW   |
| 53° 10′ 24″ N, 10° 34′ 36″ O | Altenmedingen 161                 | | 32204295 | BW   |
| 53° 10′ 21″ N, 10° 34′ 35″ O | Altenmedingen 162                 | | 32204787 | BW   |
| 53° 10′ 19″ N, 10° 34′ 34″ O | Altenmedingen 163                 | Unregelmäßig geformt, Durchmesser ca. 8 Meter und Höhe von ca. 0,30 Meter, mit Steinen bedeckt. | 32204788 | BW   |
| 53° 10′ 20″ N, 10° 34′ 39″ O | Altenmedingen 164                 | Rund, Durchmesser ca. 7 Meter und Höhe ca. 0,30 Meter, mit Steinen bedeckt. | 32204024 | BW   |
| 53° 10′ 21″ N, 10° 34′ 40″ O | Altenmedingen 165                 | Durchmesser ca. 8 Meter und Höhe ca. 0,40 Meter. | 32204789 | BW   |
| 53° 10′ 21″ N, 10° 34′ 40″ O | Altenmedingen 166                 | Sehr ebenmäßig, Durchmesser ca. 8 Meter und Höhe ca. 0,50 Meter. | 32203188 | BW   |
| 53° 10′ 22″ N, 10° 34′ 45″ O | Altenmedingen 167                 | Durchmesser ca. 7 Meter und Höhe ca. 0,50 Meter. | 32203190 | BW   |
| 53° 10′ 22″ N, 10° 34′ 46″ O | Altenmedingen 168                 | Durchmesser ca. 6 Meter und Höhe ca. 0,20 Meter. | 32203189 | BW   |
| 53° 10′ 21″ N, 10° 34′ 47″ O | Altenmedingen 169                 | Durchmesser ca. 6 Meter und Höhe ca. 0,30 Meter. | 32203460 | BW   |
| 53° 10′ 20″ N, 10° 34′ 47″ O | Altenmedingen 170                 | Durchmesser ca. 10 Meter und Höhe ca. 0,50 Meter. | 32203461 | BW   |
| 53° 10′ 20″ N, 10° 34′ 45″ O | Altenmedingen 171                 | Durchmesser ca. 4 Meter und Höhe ca. 0,25 Meter. | 32206081 | BW   |
| 53° 10′ 19″ N, 10° 34′ 43″ O | Altenmedingen 172                 | | 32203557 | BW   |
| 53° 10′ 20″ N, 10° 34′ 41″ O | Altenmedingen 173                 | Durchmesser ca. 5 Meter und Höhe ca. 0,20 Meter. | 32203832 | BW   |
| 53° 10′ 20″ N, 10° 34′ 41″ O | Altenmedingen 174                 | Durchmesser ca. 5 Meter und Höhe ca. 0,40 Meter. | 32203833 | BW   |
| 53° 10′ 19″ N, 10° 34′ 39″ O | Altenmedingen 175                 | Durchmesser ca. 6 Meter und Höhe ca. 0,50 Meter, mit kopfgroßen Steinen bedeckt. | 32203834 | BW   |
| 53° 10′ 19″ N, 10° 34′ 36″ O | Altenmedingen 176                 | Rund, Durchmesser ca. 6 Meter und Höhe ca. 0,35 Meter, mit Steinen bedeckt. | 32203951 | BW   |
| 53° 10′ 18″ N, 10° 34′ 36″ O | Altenmedingen 177                 | Rund, Durchmesser ca. 8 Metern und Höhe ca.0,40 Meter. | 32203953 | BW   |
| 53° 10′ 17″ N, 10° 34′ 33″ O | Altenmedingen 178                 | Sehr gleichmäßig rund, Durchmesser ca. 6 Meter und Höhe ca. 0,60 Meter, mit Steinen bedeckt und sehr gut erhalten. | 32203952 | BW   |
| 53° 10′ 17″ N, 10° 34′ 36″ O | Altenmedingen 179                 | Durchmesser ca. 8 Metern und Höhe ca. 0,70 Meter. | 32204191 | BW   |
| 53° 10′ 16″ N, 10° 34′ 39″ O | Altenmedingen 180                 | Durchmesser ca. 8 Meter und Höhe ca. 0,50 Meter. | 32204192 | BW   |
| 53° 10′ 16″ N, 10° 34′ 39″ O | Altenmedingen 181                 | Unregelmäßig oval geformt, Durchmesser ca. 9 Meter und Höhe ca. 0,50 Meter, mit Steinen bedeckt und am südlichen Hügelrand leichte Beschädigung durch Fahrspur.                                                        | 32204190 | BW   |
| 53° 10′ 17″ N, 10° 34′ 41″ O | Altenmedingen 182                 | Sehr unregelmäßige Form, Durchmesser ca. 9 Meter und Höhe ca.0,60 Meter. | 32204335 | BW   |
| 53° 10′ 18″ N, 10° 34′ 43″ O | Altenmedingen 183                 | | 32204430 | BW   |
| 53° 10′ 17″ N, 10° 34′ 45″ O | Altenmedingen 184                 | | 32204431 | BW   |
| 53° 10′ 18″ N, 10° 34′ 47″ O | Altenmedingen 185                 | | 32204699 | BW   |
| 53° 10′ 15″ N, 10° 34′ 49″ O | Altenmedingen 186                 | Unregelmäßig geformt, Durchmesser ca. 13 Meter und Höhe ca. 0,50 Meter. | 32204700 | BW   |
| 53° 10′ 15″ N, 10° 34′ 46″ O | Altenmedingen 188                 | Unregelmäßig geformt, Durchmesser ca. 8 Meter und Höhe ca. 0,30 Meter, mit Steinen bedeckt und leicht durchwühlt. | 32204701 | BW   |
| 53° 10′ 16″ N, 10° 34′ 43″ O | Altenmedingen 189                 | Stark beschädigt, Durchmesser 5 Meter und Höhe 0,40 Meter. | 32203104 | BW   |
| 53° 10′ 14″ N, 10° 34′ 47″ O | Altenmedingen 190                 | | 32203105 | BW   |
| 53° 10′ 14″ N, 10° 34′ 41″ O | Altenmedingen 191                 | Rund, Durchmesser ca. 8 Meter und Höhe ca. 0,35 Meter, mit Steinen bedeckt und in der Mitte aufgewühlt. | 32203106 | BW   |
| 53° 10′ 14″ N, 10° 34′ 40″ O | Altenmedingen 192, Wegespuren     | | 32203339 | BW   |
| 53° 10′ 8″ N, 10° 34′ 41″ O  | Altenmedingen 195                 | Lang, schmal (Nord-Süd gerichtet), Länge ca. 12 Meter und Breite ca. 9 Meter, Höhe ca. 0,50 Meter, mit Steinen bedeckt, südlicher Randbereich gestört.                                                                 | 32203340 | BW   |
| 53° 10′ 9″ N, 10° 34′ 46″ O  | Altenmedingen 198                 | Durchmesser ca. 8 Meter und Höhe ca. 0,50 Meter, an Südost-Seite von Weg gestört und nicht mehr vorhanden. | 32205408 | BW   |
| 53° 10′ 10″ N, 10° 34′ 45″ O | Altenmedingen 199                 | Oval, Länge ca. 8 Meter, Breite ca. 6 Meter und Höhe ca. 0,50 Meter. | 32205409 | BW   |
| 53° 10′ 10″ N, 10° 34′ 45″ O | Altenmedingen 200                 | Langoval mit Steinabdeckung. Länge 11 Meter, Breite 3 Meter und Höhe 0,30 Meter. | 32205410 | BW   |
| 53° 10′ 11″ N, 10° 34′ 45″ O | Altenmedingen 201                 | Durchmesser ca. 5 Meter und Höhe ca. 0,30 Meter. | 32205788 | BW   |
| 53° 10′ 11″ N, 10° 34′ 47″ O | Altenmedingen 202                 | Durchmesser ca. 7 Meter und Höhe ca. 0,50 Meter. | 32205789 | BW   |
| 53° 10′ 10″ N, 10° 34′ 50″ O | Altenmedingen 204                 | | 32206277 | BW   |
| 53° 10′ 10″ N, 10° 34′ 48″ O | Altenmedingen 205                 | | 32206278 | BW   |
| 53° 10′ 10″ N, 10° 34′ 47″ O | Altenmedingen 206                 | Oval (in Nord-Süd-Richtung). Länge ca. 17 Meter, Breite ca. 10 Meter und Höhe ca. 0,50 Meter. | 32206419 | BW   |
| 53° 10′ 9″ N, 10° 34′ 46″ O  | Altenmedingen 207                 | Rund, Durchmesser ca. 8 Meter und Höhe ca. 0,40 Meter. | 32206420 | BW   |
| 53° 10′ 8″ N, 10° 34′ 46″ O  | Altenmedingen 208                 | Oval geformt (in Nord-Süd-Richtung), Länge ca. 9 Meter, Breite ca. 8 Meter und Höhe ca. 0,40 Meter. | 32206279 | BW   |
| 53° 10′ 6″ N, 10° 34′ 46″ O  | Altenmedingen 209                 | Oval, Durchmesser ca. 6 × 9 Metern und Höhe 0,40 Meter. | 32206421 | BW   |
| 53° 10′ 7″ N, 10° 34′ 47″ O  | Altenmedingen 211                 | Durchmesser ca. 6 Meter und Höhe ca. 0,20 Meter, durch Forstmaschinen leicht gestört. | 32206647 | BW   |
| 53° 10′ 7″ N, 10° 34′ 47″ O  | Altenmedingen 212                 | Unregelmäßig geformt, Durchmesser ca. 8 Meter und Höhe ca. 0,40 Meter, Störung im Südost-Bereich. | 32206648 | BW   |
| 53° 10′ 8″ N, 10° 34′ 48″ O  | Altenmedingen 213                 | Rund, Durchmesser ca. 7 Meter und Höhe ca. 0,40 Meter. | 32206649 | BW   |
| 53° 10′ 10″ N, 10° 34′ 49″ O | Altenmedingen 215                 | | 32206775 | BW   |
| 53° 10′ 9″ N, 10° 34′ 50″ O  | Altenmedingen 216                 | Gut geformt, rund, Durchmesser ca. 5 Meter und Höhe ca. 0,20 Meter, mit Steinen bedeckt; leichte Störung am westlichen Hügelrand.                                                                                      | 32206475 | BW   |
| 53° 10′ 8″ N, 10° 34′ 49″ O  | Altenmedingen 217                 | Unregelmäßig geformt, Durchmesser ca. 10 Meter und Höhe ca. 0,40 Meter, Steinabdeckung erkennbar und im östlichen Bereich eine starke Störung.                                                                         | 32206776 | BW   |
| 53° 10′ 8″ N, 10° 34′ 50″ O  | Altenmedingen 218                 | Unregelmäßig geformt, Durchmesser ca. 6 Meter und Höhe ca. 0,20 Meter. | 32206777 | BW   |
| 53° 10′ 8″ N, 10° 34′ 49″ O  | Altenmedingen 219                 | Durchmesser 7 Meter und Höhe 0,20 Meter. | 32205318 | BW   |
| 53° 10′ 7″ N, 10° 34′ 49″ O  | Altenmedingen 220                 | Rund, Durchmesser ca. 8 Meter und Höhe ca. 0,40 Meter | 32205319 | BW   |
| 53° 10′ 7″ N, 10° 34′ 50″ O  | Altenmedingen 221                 | Oval (Nordwest-Südost gerichtet), Länge ca. 8 Meter, Breite ca. 6 Meter und Höhe ca. 0,50 Meter. | 32205947 | BW   |
| 53° 10′ 7″ N, 10° 34′ 52″ O  | Altenmedingen 222                 | Durchmesser 6 Meter und Höhe 0,40 Meter. Mitte leichte Störungen. | 32205948 | BW   |
| 53° 10′ 6″ N, 10° 34′ 50″ O  | Altenmedingen 223                 | | 32205949 | BW   |
| 53° 10′ 4″ N, 10° 34′ 55″ O  | Altenmedingen 226                 | Oval, Durchmesser ca. 6 × 7 Meter und Höhe ca. 0,40 Meter. | 32206477 | BW   |
| 53° 10′ 4″ N, 10° 34′ 53″ O  | Altenmedingen 227                 | Oval, Durchmesser ca. 5 × 6 Meter und Höhe ca. 0,20 Meter. | 32206072 | BW   |
| 53° 10′ 3″ N, 10° 34′ 48″ O  | Altenmedingen 229                 | Durchmesser ca. 5 Meter und Höhe ca. 0,20 Meter. | 32206073 | BW   |
| 53° 10′ 1″ N, 10° 34′ 48″ O  | Altenmedingen 230                 | | 32206074 | BW   |
| 53° 10′ 1″ N, 10° 34′ 48″ O  | Altenmedingen 231                 | | 32206562 | BW   |
| 53° 10′ 0″ N, 10° 34′ 50″ O  | Altenmedingen 235                 | | 32206563 | BW   |
| 53° 9′ 55″ N, 10° 34′ 47″ O  | Altenmedingen 236                 | Flach, Durchmesser ca. 5 Meter und Höhe ca. 0,20 Meter, keine Steinbedeckung zu erkennen, zur Hälfte zerstört, als eine Schneise angelegt wurde.                                                                       | 32205320 | BW   |
| 53° 9′ 56″ N, 10° 34′ 54″ O  | Altenmedingen 239                 | Unregelmäßig geformt, Durchmesser 4 Meter und Höhe 0,30 Meter. Rand durchwühlt und Steinabdeckung erkennbar. | 32206564 | BW   |
| 53° 9′ 57″ N, 10° 34′ 57″ O  | Altenmedingen 240                 | | 32206926 | BW   |
| 53° 9′ 55″ N, 10° 34′ 55″ O  | Altenmedingen 241                 | Unregelmäßig geformt, Durchmesser ca. 5 Meter und Höhe ca. 0,2 Meter, Steinabdeckung erkennbar. | 32206927 | BW   |
| 53° 9′ 55″ N, 10° 34′ 54″ O  | Altenmedingen 242                 | Rund, Durchmesser ca. 8 Meter und Höhe ca. 0,40 Meter, mit faust- bis kopfgroßen Steinen bedeckt. | 32206928 | BW   |
| 53° 9′ 55″ N, 10° 34′ 57″ O  | Altenmedingen 243                 | | 32205206 | BW   |
| 53° 9′ 56″ N, 10° 34′ 59″ O  | Altenmedingen 244                 | Rund, Durchmesser 5 Meter und Höhe 0,35 Meter. Steinabdeckung und an den Rändern einige große Steine mit Durchmesser von 0,3 - 0,45 Meter.                                                                             | 32205207 | BW   |
| 53° 9′ 57″ N, 10° 34′ 58″ O  | Altenmedingen 245                 | Durchmesser ca. 5 Meter und Höhe ca. 0,25 Meter, hebt sich nur schwach ab, keine Steinabdeckung erkennbar. | 32205208 | BW   |
| 53° 9′ 54″ N, 10° 35′ 0″ O   | Altenmedingen 248, Schälchenstein | | 32205581 | BW   |
| 53° 9′ 54″ N, 10° 34′ 59″ O  | Altenmedingen 249                 | | 32205582 | BW   |
| 53° 9′ 52″ N, 10° 34′ 55″ O  | Altenmedingen 250                 | | 32205727 | BW   |
| 53° 9′ 52″ N, 10° 34′ 55″ O  | Altenmedingen 251                 | Flach, sehr unregelmäßig geformt, Durchmesser ca. 5 Meter und Höhe ca. 0,20 Meter, Steinabdeckung erkennbar. | 32205728 | BW   |
| 53° 9′ 52″ N, 10° 34′ 54″ O  | Altenmedingen 252                 | | 32205729 | BW   |
| 53° 9′ 52″ N, 10° 34′ 58″ O  | Altenmedingen 253                 | | 32205984 | BW   |
| 53° 9′ 51″ N, 10° 34′ 57″ O  | Altenmedingen 254                 | Oval, Durchmesser ca. 6 Meter und Höhe ca. 0,25 Meter, Steinabdeckung erkennbar und am Süd-Ost-Rand zwei größere Steine.                                                                                               | 32205985 | BW   |
| 53° 9′ 51″ N, 10° 35′ 2″ O   | Altenmedingen 257                 | | 32206109 | BW   |
| 53° 9′ 50″ N, 10° 34′ 59″ O  | Altenmedingen 258                 | Rund, Durchmesser ca. 6 Meter und Höhe ca. 0,25 Meter, Steinabdeckung erkennbar. | 32206110 | BW   |
| 53° 9′ 50″ N, 10° 34′ 56″ O  | Altenmedingen 259                 | Rund, Durchmesser ca. 5 Meter und Höhe ca. 0,30 Meter, mit Steinen bedeckt. | 32206205 | BW   |
| 53° 9′ 49″ N, 10° 34′ 56″ O  | Altenmedingen 260                 | Oval, Durchmesser ca. 5 Meter und Höhe ca. 0,20 Meter, Steinabdeckung erkennbar. Durch etwas Wallartiges mit Fundstelle 261 verbunden.                                                                                 | 32206473 | BW   |
| 53° 9′ 48″ N, 10° 34′ 57″ O  | Altenmedingen 261                 | Oval, Durchmesser ca. 5 Meter und Höhe ca. 0,20 Meter, Steinabdeckung erkennbar. | 32206476 | BW   |
| 53° 9′ 47″ N, 10° 34′ 44″ O  | Altenmedingen 265                 | Unförmig, Durchmesser ca. 6 Meter und Höhe ca. 0,3 Meter, Steinabdeckung erkennbar. | 32206472 | BW   |
| 53° 9′ 43″ N, 10° 34′ 46″ O  | Altenmedingen 267                 | Unförmig, Durchmesser ca. 6 Meter und Höhe ca. 0,3 Meter, Steinabdeckung erkennbar. | 32206474 | BW   |
| 53° 9′ 43″ N, 10° 34′ 54″ O  | Altenmedingen 269                 | | 32206831 | BW   |
| 53° 9′ 43″ N, 10° 34′ 57″ O  | Altenmedingen 270                 | | 32206832 | BW   |
| 53° 9′ 42″ N, 10° 34′ 56″ O  | Altenmedingen 271                 | | 32206830 | BW   |
| 53° 9′ 42″ N, 10° 34′ 54″ O  | Altenmedingen 272                 | | 32206986 | BW   |
| 53° 9′ 41″ N, 10° 34′ 55″ O  | Altenmedingen 273                 | | 32205010 | BW   |
| 53° 9′ 41″ N, 10° 34′ 57″ O  | Altenmedingen 274                 | Durchmesser 3 Meter und Höhe 0,2 Meter. | 32205011 | BW   |
| 53° 9′ 41″ N, 10° 34′ 57″ O  | Altenmedingen 275                 | Oval mit Steinabdeckung. ca. 11 Meter Länge und ca. 7 Meter Breite. | 32206988 | BW   |
| 53° 9′ 41″ N, 10° 34′ 54″ O  | Altenmedingen 276                 | Flach, ungleichmäßig mit Steinbedeckung Durchmesser ca. 6 m Durchmesser und ca. 0,20 m Höhe, leicht gestört. | 32205012 | BW   |
| 53° 9′ 40″ N, 10° 34′ 54″ O  | Altenmedingen 278                 | | 32205515 | BW   |
| 53° 9′ 40″ N, 10° 34′ 55″ O  | Altenmedingen 279                 | Oval, Durchmesser ca. 7 Meter und Höhe ca. 0,30 Meter, im westlichen Randbereich leichte, muldenförmige Störung. | 32206987 | BW   |
| 53° 9′ 38″ N, 10° 34′ 54″ O  | Altenmedingen 280                 | | 32205516 | BW   |
| 53° 9′ 39″ N, 10° 34′ 56″ O  | Altenmedingen 281                 | | 32205626 | BW   |
| 53° 9′ 35″ N, 10° 34′ 55″ O  | Altenmedingen 282                 | Breitgewölbt, gut erhalten, Durchmesser ca. 13 Meter und Höhe ca. 1 m. Rand läuft flach aus. | 32207433 | BW   |
| 53° 9′ 31″ N, 10° 34′ 50″ O  | Altenmedingen 284                 | Durchmesser ca. 7 Meter und Höhe ca. 0,5 Meter, östliche Hälfte beim Anlegen eines Waldweges abgetragen. Westliche Hälfte z.T. künstlich aufgeschüttet.                                                                | 32207434 | BW   |
| 53° 10′ 15″ N, 10° 34′ 4″ O  | Altenmedingen 445                 | Gleichmäßig geformt, Durchmesser ca. 6 Meter und Höhe ca. 0,30 Metern. Steinplattenabdeckung. | 32204027 | BW   |
| 53° 10′ 14″ N, 10° 33′ 58″ O | Altenmedingen 446                 | Rundlich, ca. 4 Meter Durchmesser und ca. 0,20 Meter Höhe. Steinabdeckung zu erahnen, am Nordrand von Fahrspurrillen angeschnitten.                                                                                    | 32204028 | BW   |
| 53° 10′ 14″ N, 10° 34′ 2″ O  | Altenmedingen 447                 | Rundlich mit Steinabdeckung, Durchmesser ca. 6 Meter, Höhe ca. 0,40 Meter. | 32204029 | BW   |
| 53° 9′ 50″ N, 10° 34′ 55″ O  | Altenmedingen 452                 | Flach, rund, Durchmesser ca. 4 Meter und Höhe ca. 0,25 m. Steinabdeckung erkennbar. | 32204297 | BW   |
| 53° 9′ 44″ N, 10° 34′ 55″ O  | Altenmedingen 453                 | Rund, Durchmesser ca. 7 Meter und Höhe ca. 0,50 Meter, Steinabdeckung erkennbar. | 32204298 | BW   |
| 53° 9′ 44″ N, 10° 34′ 55″ O  | Altenmedingen 454                 | | 32204296 | BW   |
| 53° 9′ 41″ N, 10° 34′ 56″ O  | Altenmedingen 455                 | | 32204426 | BW   |
| 53° 9′ 39″ N, 10° 34′ 54″ O  | Altenmedingen 456                 | | 32204427 | BW   |
| 53° 9′ 41″ N, 10° 34′ 53″ O  | Altenmedingen 457                 | Flach, rund, Durchmesser ca. 6 Meter und Höhe ca. 0,30 m, leicht durchwühlt, Steinabdeckung erkennbar. | 32204428 | BW   |
| 53° 10′ 27″ N, 10° 34′ 3″ O  | Altenmedingen 475                 | | 32209592 | BW   |

### Altenmedingen 295
ID:32205645: Ein Großsteingrab und 10 Grabhügel mit Durchmessern von 5,5 bis 12 Metern und Höhen von 0,3 bis 1,3 Meter. Das Großsteingrab (FStNr. 297) besitzt keinen Deckstein mehr. Der Grabhügel FStNr. 304 ist zerstört und der Hügel mit der FStNr. 395 ist nicht mehr zu erkennen.

| Lage                        | Bezeichnung                      | Beschreibung                                                                                                | ID       | Bild |
| --------------------------- | -------------------------------- | --- | -------- | ---- |
| 53° 9′ 26″ N, 10° 35′ 28″ O | Altenmedingen 295, Grabhügel     | Durchmesser 5,5 Metern und Höhe 0,3 Meter.                                                                  | 32205627 | BW   |
| 53° 9′ 26″ N, 10° 35′ 27″ O | Altenmedingen 296, Grabhügel     | | 32205628 | BW   |
| 53° 9′ 25″ N, 10° 35′ 29″ O | Altenmedingen 297, Großsteingrab | | 32206015 | BW   |
| 53° 9′ 27″ N, 10° 35′ 29″ O | Altenmedingen 298, Grabhügel     | Kräftig gewölbte Kuppe und gleichmäßig auslaufender Rand, Durchmesser ca. 12 Meter und Höhe ca. 1,20 Meter. | 32206016 | BW   |
| 53° 9′ 27″ N, 10° 35′ 33″ O | Altenmedingen 299, Grabhügel     | Kräftig gewölbte Kuppe und gleichmäßig auslaufender Rand, Durchmesser 12 Meter und Höhe ca. 1,10 Meter.     | 32206379 | BW   |
| 53° 9′ 26″ N, 10° 35′ 35″ O | Altenmedingen 300, Grabhügel     | Gleichmäßig gewölbte Kuppe, Durchmesser ca. 12 Meter und Höhe ca. 1,30 Meter.                               | 32206014 | BW   |
| 53° 9′ 25″ N, 10° 35′ 34″ O | Altenmedingen 301, Grabhügel     | Flach gewölbt, Durchmesser ca. 11 Meter sowie Höhe ca. 0,60 Meter.                                          | 32206380 | BW   |
| 53° 9′ 24″ N, 10° 35′ 31″ O | Altenmedingen 303, Grabhügel     | Breit und flach gewölbte Kuppe, Durchmesser ca. 13 Meter und Höhe von ca. 0,60 Meter.                       | 32206622 | BW   |
| 53° 9′ 23″ N, 10° 35′ 29″ O | Altenmedingen 305, Grabhügel     | Kräftig und gleichmäßig gewölbte Kuppe, Durchmesser ca. 11 Meter und Höhe ca. 1,30 Meter.                   | 32206623 | BW   |

### Altenmedingen 419
- ID:32206032[5]
- Großsteingräber

| Lage                        | Bezeichnung                     | Beschreibung | ID       | Bild |
| --------------------------- | ------------------------------- | --- | -------- | ---- |
| 53° 7′ 31″ N, 10° 37′ 21″ O | Altenmedingen 419, Schalenstein | Schalenstein aus rötlich-grauem, grobkörnigen Granitstein mit 75 Schälchen, Länge 1,75 Meter, Höhe 0,81 Meter, Durchmesser der Schälchen 0,03-0,06 Meter, Tiefe bis 0,025 Meter. Am ursprünglichen Standort lagen faust- bis doppelfaustgroße Steine verdeckt von Moos und Gras. Ursprünglicher Standort 2,0 Kilometer nordnordöstlich (UTM R. 610370, H. 5888288), am nördlichen Rand des Wölbäckerfeldes an der 'Trift nach dem Wiebeck'. | 32203165 | BW   |
| 53° 7′ 34″ N, 10° 37′ 20″ O | Altenmedingen 422               | | 32203278 |      |
| 53° 7′ 32″ N, 10° 37′ 21″ O | Altenmedingen 423               | | 28915015 |      |
| 53° 7′ 30″ N, 10° 37′ 24″ O | Altenmedingen 424               | | 32203669 |      |
| 53° 7′ 30″ N, 10° 37′ 23″ O | Altenmedingen 425, Grabhügel    | Durchmesser ca. 5 Meter und Höhe ca. 0,25 Meter. 1977 kleine Eingrabung festgestellt, am Grund Steinpackung sichtbar. | 32203670 | BW   |
| 53° 7′ 31″ N, 10° 37′ 24″ O | Altenmedingen 442               | | 32203671 | BW   |
| 53° 9′ 21″ N, 10° 35′ 22″ O | Altenmedingen 458, Grabhügel    | Rund, Dm. 5 m und H. 0,3 m. Ränder laufen flach aus und Steinabdeckung erkennbar. | 32206652 | BW   |

## Bohndorf
| Lage                         | Bezeichnung                | Beschreibung | ID       | Bild |
| ---------------------------- | -------------------------- | --- | -------- | ---- |
| 53° 11′ 8″ N, 10° 38′ 54″ O  | Bohndorf 9, Grabhügel      | Durchmesser ca. 11 Meter und Höhe ca. 0,8 Meter, Rand im Osten etwas abgesetzt, sonst flach auslaufend. Hügelmitte durch verwachsene Eintiefung gestört.                                                               | 32205243 | BW   |
| 53° 11′ 8″ N, 10° 39′ 34″ O  | Bohndorf 10, Grabhügel     | Durchmesser ca. 17 Meter und Höhe ca. 1,1 Meter, hebt sich gut ab und Rand läuft flach aus. Am südlichen Rand durch Feuergraben angeschnitten.                                                                         | 32205747 | BW   |
| 53° 10′ 31″ N, 10° 38′ 28″ O | Bohndorf 17, Grabhügel     | Flach, Durchmesser ca. 14 Meter und Höhe ca. 0,8 Meter, gleichmäßig flach auslaufende Ränder. | 32206011 | BW   |
| 53° 10′ 31″ N, 10° 38′ 36″ O | Bohndorf 18, Großsteingrab | | 32209293 | BW   |
| 53° 10′ 33″ N, 10° 38′ 49″ O | Bohndorf 19, Grabhügel     | | 32205745 | BW   |
| 53° 11′ 25″ N, 10° 36′ 57″ O | Bohndorf 28, Grabhügel     | Durchmesser ca. 16 Meter und Höhe ca. 1,6 Meter, flach auslaufend, hebt sich gut ab. | 32204680 | BW   |
| 53° 11′ 18″ N, 10° 36′ 16″ O | Bohndorf 30, Grabhügel     | Durchmesser ca. 11 Meter und Höhe ca. 0,5 Meter, hebt sich gut ab. In der Hügelmitte eine fast runde, tiefe, verwachsene Eingrabung.                                                                                   | 32208323 | BW   |
| 53° 11′ 19″ N, 10° 36′ 37″ O | Bohndorf 31, Grabhügel     | Völlig zergraben (wahrscheinlich beim Bahnbau), Durchmesser ca. 21 Meter und Höhe ca. 1,3 Meter, Rand geht sehr undeutlich in das umliegende Gelände über. Schäden sind durch das Ausheben der Feuergräben entstanden. | 32208324 | BW   |
| 53° 11′ 13″ N, 10° 36′ 33″ O | Bohndorf 32, Grabhügel     | Kräftig hervortretend, Durchmesser ca. 19 Meter und Höhe ca. 1,2 Meter, Rand läuft flach aus, scheint unbeschädigt zu sein.                                                                                            | 32205057 | BW   |
| 53° 11′ 12″ N, 10° 36′ 32″ O | Bohndorf 33, Grabhügel     | Kräftig hervortretend, Durchmesser ca. 14 Meter und Höhe ca. 1,5 Meter, Ränder laufen flach aus. | 32205058 | BW   |

### Bohndorf 1
ID:32209292

| Lage                        | Bezeichnung | Beschreibung | ID       | Bild |
| --------------------------- | ----------- | --- | -------- | ---- |
| 53° 11′ 7″ N, 10° 38′ 5″ O  | Bohndorf 1  | Flache Kuppe und abgesetzter Rand. Oval geformt in Richtung N-S, L. 12,00 m, Br. 8,00 m, H. 0,90 m. Im W-Bereich Störung L. 5,00 m, Br. 1,00 m, T. 0,25 m, einige faust- bis kopfgroße Steine.  | 32204000 | BW   |
| 53° 11′ 10″ N, 10° 38′ 5″ O | Bohndorf 2  | Länge 9 Meter und Breite 5,50 Meter und Höhe 0,60 Meter, am O-Bereich leichte Mulde. | 32203182 | BW   |
| 53° 11′ 10″ N, 10° 38′ 5″ O | Bohndorf 3  | Durchmesser 8 Meter und Höhe 0,60 Meter. Am Südende mehrere kopfgroße Steine erkennbar. | 32203527 | BW   |
| 53° 11′ 10″ N, 10° 38′ 5″ O | Bohndorf 4  | Durchmesser 11 Metern und Höhe von 0,60 Meter, Steinabdeckung erkennbar. Eingrabung in Hügelmitte.                                                                                              | 32203528 | BW   |
| 53° 11′ 10″ N, 10° 38′ 4″ O | Bohndorf 5  | Rund, gewölbte Kuppel und flach auslaufendem Rand, Durchmesser ca. 6 Meter und Höhe von 0,4 Meter                                                                                               | 32203529 | BW   |
| 53° 11′ 12″ N, 10° 38′ 4″ O | Bohndorf 6  | Rund, kräftig gewölbt, abgesetzter Rand, Durchmesser ca. 7 Meter und Höhe ca. 0,50 Meter. Im westlichen Hügelbereich einige doppelfaustgroße Steine sichtbar und am Südrand eine große Grabung. | 32203276 | BW   |

### Bohndorf 20
ID:32209768

| Lage                         | Bezeichnung | Beschreibung | ID       | Bild |
| ---------------------------- | ----------- | ------------ | -------- | ---- |
| 53° 10′ 47″ N, 10° 39′ 24″ O | Bohndorf 20 |              | 32203666 | BW   |
| 53° 10′ 48″ N, 10° 39′ 24″ O | Bohndorf 22 |              | 32203668 | BW   |
| 53° 10′ 48″ N, 10° 39′ 26″ O | Bohndorf 23 |              | 32203901 | BW   |

## Bostelwiebeck
| Lage                        | Bezeichnung                       | Beschreibung | ID       | Bild |
| --------------------------- | --------------------------------- | --- | -------- | ---- |
| 53° 9′ 20″ N, 10° 40′ 8″ O  | Bostelwiebeck 9, Grabhügel        | Rund, Durchmesser 6 Meter und Höhe 0,6 Meter.                                                                                                  | 32205746 | BW   |
| 53° 8′ 1″ N, 10° 40′ 38″ O  | Bostelwiebeck 44, Grabhügel       | Rund, flachgewölbt, Durchmesser 13 Meter und Höhe ca. 0,5 Meter. Stark durch Steinentnahme beschädigt.                                         | 32204547 | BW   |
| 53° 8′ 2″ N, 10° 40′ 38″ O  | Bostelwiebeck 45, Grabhügel       | Rund, flachgewölbt, Durchmesser 10 Meter und Höhe ca. 0,8 Meter. Nord- und Westrand angegraben, Ränder laufen sonst flach aus.                 | 32204549 | BW   |
| 53° 8′ 2″ N, 10° 40′ 37″ O  | Bostelwiebeck 46, Grabhügel       | Rund, flachgewölbt, Durchmesser 14 Meter und Höhe 1 Meter. Durch Steinentnahme beträchtlich beschädigt.                                        | 32204790 | BW   |
| 53° 7′ 50″ N, 10° 40′ 28″ O | Bostelwiebeck 55, Grabhügel       | Rund, flach, Durchmesser 6 Meter und Höhe ca. 0,4 Meter.                                                                                       | 32204706 | BW   |
| 53° 7′ 28″ N, 10° 40′ 9″ O  | Bostelwiebeck 56, Grabhügel       | Rund, Durchmesser 6 m und erhaltene Höhe 0,3 m.                                                                                                | 32205952 | BW   |
| 53° 7′ 28″ N, 10° 40′ 8″ O  | Bostelwiebeck 57, Grabhügel       | Rund, Durchmesser 6 Meter und Höhe 0,3 Meter.                                                                                                  | 32206075 | BW   |
| 53° 7′ 30″ N, 10° 39′ 43″ O | Bostelwiebeck 59, Grabhügel       | | 32206076 | BW   |
| 53° 7′ 30″ N, 10° 39′ 42″ O | Bostelwiebeck 60, Grabhügel       | | 32206077 | BW   |
| 53° 8′ 48″ N, 10° 40′ 58″ O | Bostelwiebeck 109, Grabhügel      | Rundkuppig, Durchmesser ca. 12 Meter und Höhe ca. 1,50 Meter, an Süd-West-Seite abgegraben und an der Süd-Seite einige Steine herausgebrochen. | 32206451 | BW   |
| 53° 8′ 24″ N, 10° 41′ 9″ O  | Bostelwiebeck 152, Grabhügel      | Reste eines runden Grabhügels, Durchmesser 8 m und Höhe 0,20 m.                                                                                | 32206452 | BW   |
| 53° 8′ 24″ N, 10° 41′ 13″ O | Bostelwiebeck 153, Grabhügel      | Rund, flach gewölbt, Durchmesser 10 Meter und Höhe ca. 0,6 Meter, mit Steinen bedeckt, offenbar schon stark beschädigt.                        | 32206453 | BW   |
| 53° 8′ 30″ N, 10° 41′ 13″ O | Bostelwiebeck 154, Grabhügel      | Rund, flach gewölbt, Dm. ca. 13 m und H. ca. 0,6 m.                                                                                            | 32206818 | BW   |
| 53° 8′ 8″ N, 10° 41′ 23″ O  | Bostelwiebeck 155, Grabhügel      | Rund, Durchmesser 12 m und Höhe von 0,4 m. | 32206819 | BW   |
| 53° 8′ 50″ N, 10° 40′ 24″ O | Bostelwiebeck 184, Grabhügel      | | 32206820 | BW   |
| 53° 8′ 43″ N, 10° 40′ 40″ O | Bostelwiebeck 185, Grabhügel      | Durchmesser 3 Meter und Höhe ca. 0,2 Meter. | 32203433 | BW   |
| 53° 8′ 44″ N, 10° 40′ 40″ O | Bostelwiebeck 186, Grabhügel      | Flach gewölbt, Durchmesser 6 Meter und Höhe ca. 0,40 Meter. Beschädigt. SW-Rand von Grube geschnitten.                                         | 32204791 | BW   |
| 53° 8′ 44″ N, 10° 40′ 40″ O | Bostelwiebeck 187, Grabhügel      | Rund, Durchmesser 6 Meter und Höhe ca. 0,60 Meter.                                                                                             | 32204792 | BW   |
| 53° 8′ 45″ N, 10° 40′ 40″ O | Bostelwiebeck 188, Grabhügel      | Flach gewölbt, Durchmesser von 6 Meter und Höhe ca. 0,5 Meter.                                                                                 | 32204911 | BW   |
| 53° 8′ 46″ N, 10° 40′ 39″ O | Bostelwiebeck 189, Grabhügel      | Durchmesser 12 Meter und Höhe ca. 1 Meter. Stark beschädigt.                                                                                   | 32204912 | BW   |
| 53° 8′ 46″ N, 10° 40′ 39″ O | Bostelwiebeck 190, Grabhügel      | Durchmesser 8 Meter und Höhe 0,70 Meter. Nach N abfallend, überpflügt; Süd-Rand durch Waldweg geschnitten.                                     | 32204548 | BW   |
| 53° 8′ 43″ N, 10° 40′ 41″ O | Bostelwiebeck 191, Grabhügel      | Flach gewölbt, Durchmesser 4 Meter und Höhe ca. 0,25 Meter. Hügel besteht aus Feldsteinen.                                                     | 32204913 | BW   |
| 53° 8′ 43″ N, 10° 40′ 42″ O | Bostelwiebeck 192, Grabhügel      | Flach gewölbt, Durchmesser 6 Meter und Höhe 0,30 Meter. Von Weg geschnitten.                                                                   | 32203337 | BW   |
| 53° 8′ 45″ N, 10° 40′ 59″ O | Bostelwiebeck 193, Grabhügel      | | 32204681 | BW   |
| 53° 8′ 43″ N, 10° 40′ 57″ O | Bostelwiebeck 194, Schälchenstein | | 32204003 | BW   |
| 53° 8′ 23″ N, 10° 40′ 46″ O | Bostelwiebeck 197, Grabhügel      | Rund, Durchmesser 8 Meter und Höhe 0,50 Meter.                                                                                                 | 32204705 | BW   |
| 53° 8′ 11″ N, 10° 40′ 38″ O | Bostelwiebeck 199, Grabhügel      | | 32205436 | BW   |
| 53° 8′ 9″ N, 10° 40′ 33″ O  | Bostelwiebeck 200, Grabhügel      | | 32205437 | BW   |
| 53° 8′ 36″ N, 10° 40′ 35″ O | Bostelwiebeck 201, Grabhügel      | Rund, Dm. 17 m und H. 1,5 m. Südliche Seite auf ca. 3,5 m abgetragen.                                                                          | 32205438 | BW   |
| 53° 8′ 57″ N, 10° 40′ 15″ O | Bostelwiebeck 206, Grabhügel      | Flach gewölbt, Durchmesser 8 Meter und Höhe 0,50 Meter.                                                                                        | 32204707 | BW   |
| 53° 8′ 46″ N, 10° 40′ 55″ O | Bostelwiebeck 207, Grabhügel      | Kräftig gewölbt, Durchmesser 7,50 Meter und Höhe ca, 0,90 Meter, Süd-West Hügelrand durch Raubgrabung abgetragen.                              | 32205950 | BW   |
| 53° 8′ 48″ N, 10° 40′ 57″ O | Bostelwiebeck 208, Grabhügel      | Flach gewölbt, Durchmesser von 8 Meter und Höhe von 0,60 Meter.                                                                                | 32205951 | BW   |
| 53° 8′ 43″ N, 10° 40′ 38″ O | Bostelwiebeck 235, Grabhügel      | Durchmesser 7 Meter und Höhe ca. 0,30 Meter.                                                                                                   | 32206907 | BW   |

### Bostelwiebeck 195
ID:32206772

| Lage                        | Bezeichnung       | Beschreibung | ID       | Bild |
| --------------------------- | ----------------- | --- | -------- | ---- |
| 53° 8′ 36″ N, 10° 40′ 58″ O | Bostelwiebeck 195 | Gestört, Durchmesser ehemals 8 Meter und Höhe noch 0,20 Meter. Durch Grabung eine Hälfte abgetragen. | 32203432 | BW   |
| 53° 8′ 36″ N, 10° 40′ 58″ O | Bostelwiebeck 196 | | 32203692 | BW   |
| 53° 8′ 32″ N, 10° 40′ 54″ O | Bostelwiebeck 209 | Flach, unregelmäßig, Durchmesser ca. 4-5 Meter. Steinbedeckung noch erkennbar und am östlichen Hügelrand ein doppelkopfgroßer Stein. | 32203955 | BW   |
| 53° 8′ 32″ N, 10° 40′ 54″ O | Bostelwiebeck 210 | Schwach gewölbt, rund, Durchmesser 3 Meter und Höhe 0,20 Meter. In der Grabhügelmitte drei parallel liegende, größere Steine und Steinbedeckung erkennbar. | 32203956 | BW   |
| 53° 8′ 32″ N, 10° 40′ 55″ O | Bostelwiebeck 211 | | 32204321 | BW   |
| 53° 8′ 33″ N, 10° 40′ 56″ O | Bostelwiebeck 212 | | 32204322 | BW   |
| 53° 8′ 33″ N, 10° 40′ 53″ O | Bostelwiebeck 213 | | 32204702 | BW   |
| 53° 8′ 33″ N, 10° 40′ 53″ O | Bostelwiebeck 214 | | 32204320 | BW   |
| 53° 8′ 34″ N, 10° 40′ 54″ O | Bostelwiebeck 215 | Reste eines Grabhügels mit unregelmäßiger Form. Abgeflockt und Steinabdeckung verstreut. Ehemaliger Durchmesser ca. 6 Meter. | 32204704 | BW   |
| 53° 8′ 38″ N, 10° 40′ 53″ O | Bostelwiebeck 216 | | 32203107 | BW   |
| 53° 8′ 39″ N, 10° 40′ 52″ O | Bostelwiebeck 217 | | 32203108 | BW   |
| 53° 8′ 37″ N, 10° 40′ 53″ O | Bostelwiebeck 218 | Flach, rund, Durchmesser 4,50 Meter und Höhe 0,20 Meter. Mit faust- bis kopfgroßen Steinen bedeckt und Störung im nordwestlichen Hügelbereich. | 32204703 | BW   |
| 53° 8′ 36″ N, 10° 40′ 57″ O | Bostelwiebeck 219 | Schwach gewölbt, Länge 6 Meter, Breite 4 Meter und Höhe 0,20 Meter. Steinbedeckung aus kopf- bis doppelkopfgroßen Steinen. | 32203109 | BW   |
| 53° 8′ 36″ N, 10° 40′ 56″ O | Bostelwiebeck 220 | Rund, kräftig gewölbt, Durchmesser 5,50 Meter und Höhe 0,30 Meter. Steinbedeckung aus kopf- bis doppelkopfgroßem Stein und im Norden kreisrunde Mulde, Durchmesser 0,40 Meter und Tiefe 0,30 Meter.                                                                         | 32205411 | BW   |
| 53° 8′ 35″ N, 10° 40′ 58″ O | Bostelwiebeck 221 | Durchmesser 4 Meter und Höhe 0,20 Meter. An Rändern und auf der Hügelmitte kopf- bis eimergoße Steine und Steinbedeckung teilweise abgetragen. | 32205412 | BW   |
| 53° 8′ 34″ N, 10° 40′ 57″ O | Bostelwiebeck 222 | | 32205413 | BW   |
| 53° 8′ 33″ N, 10° 40′ 57″ O | Bostelwiebeck 223 | | 32205660 | BW   |
| 53° 8′ 34″ N, 10° 40′ 59″ O | Bostelwiebeck 224 | Flach, rund, Durchmesser 4 Meter und Höhe 0,20 Meter. Steinbedeckung erkennbar. | 32205661 | BW   |
| 53° 8′ 34″ N, 10° 40′ 59″ O | Bostelwiebeck 225 | Kräftig gewölbt, Durchmesser 6 Meter und Höhe 0,30 Meter. Steinbedeckung aus kopf- bis doppelkopfgroßen Steinen erkennbar. | 32205662 | BW   |
| 53° 8′ 35″ N, 10° 40′ 59″ O | Bostelwiebeck 226 | | 32206046 | BW   |
| 53° 8′ 35″ N, 10° 40′ 59″ O | Bostelwiebeck 227 | Rundlich, ca. 6 m Durchmesser und ca. 0,30 m Höhe. Kuppe mit kräftiger Wölbung, Steinabdeckung aus kopf- bis eimergroßen Steinen erkennbar. Am Südwest-Rand größerer Findling mit glatten Flächen und ca. 1 m Länge, sowie ca. 0,50 m Breite und einer Höhe von ca. 0,30 m. | 32206047 | BW   |
| 53° 8′ 35″ N, 10° 40′ 59″ O | Bostelwiebeck 228 | Rundlich, Durchmesser ca. 7 m und Höhe ca. 0,30 m. Kräftig gewölbte Kuppe und Steinabdeckung aus kopf- bis eimergroßen Steinen. | 32206048 | BW   |
| 53° 8′ 34″ N, 10° 41′ 1″ O  | Bostelwiebeck 229 | Kräftig gewölbt, rund, Durchmesser 5 Meter und Höhe 0,30 Meter. Steinbedeckung unter Gras erkennbar, im näheren Umkreis zahlreiche Steine (von Steinbedeckung?). | 32206280 | BW   |
| 53° 8′ 36″ N, 10° 41′ 2″ O  | Bostelwiebeck 230 | Flach, rundlich etwas abgetragen, ca. 7 m Durchmesser und verbliebene Höhe ca. 0,30 m. Steinbedeckung aus doppelfaust- bis kopfgroßen Steinen, am Westrand von einem Graben geschnitten. Im Grabenprofil zahlreiche kopfgroße Steine.                                       | 32206281 | BW   |
| 53° 8′ 38″ N, 10° 41′ 3″ O  | Bostelwiebeck 231 | Flach, rundlich mit gestörten Rändern, Durchmesser ca. 8 m und Höhe ca. 0,20 m. Steinbedeckung aus kopf- bis doppelkopfgroßen Steinen. Auf der Hügelmitte kleiner Findling mit Länge ca. 0,50 m und Breite ca. 0,40 m.                                                      | 32206282 | BW   |
| 53° 8′ 39″ N, 10° 40′ 59″ O | Bostelwiebeck 232 | Kräftig gewölbt, Durchmesser ca. 5 Meter und Höhe ca. 0,30 Meter. Ränder gestört, Steinabdeckung aus kopf- bis eimergroßen Steinen. | 32206422 | BW   |
| 53° 8′ 40″ N, 10° 41′ 0″ O  | Bostelwiebeck 233 | Kräftig gewölbt, Durchmesser ca. 7,00 m und Höhe ca. 0,20 m. Erkennbare Steinbedeckung aus kopf- bis eimergroßen Steinen. | 32206517 | BW   |
| 53° 8′ 37″ N, 10° 41′ 5″ O  | Bostelwiebeck 234 | Flach, unregelmäßig geformt, Durchmesser ca. 6,00 m und Höhe ca. 0,25 m. Teilweise gestörte Steinbedeckung besteht aus kopf- bis doppelkopfgroßen Steinen. | 32206518 | BW   |

### Bostelwiebeck 202
ID:32206773; Grabhügelfeld mit drei Hügeln. Zwei annähernd runde Hügel von 8–14 m Durchmesser und Höhe von 0,35–1,7 m sowie ein länglicher Hügel von 12 m Länge, 7 m Breite und Höhe von 0,8 m.

| Lage                        | Bezeichnung       | Beschreibung | ID       | Bild |
| --------------------------- | ----------------- | --- | -------- | ---- |
| 53° 8′ 39″ N, 10° 40′ 26″ O | Bostelwiebeck 202 | Rund, Dm. ca. 8 m und H. 0,35 m. Flach gewölbt und der südliche Rand auf einer Br. von 1,8 m abgetragen.              | 32203693 | BW   |
| 53° 8′ 40″ N, 10° 40′ 26″ O | Bostelwiebeck 203 | Steilgeböscht, Dm. 14 m und H. 1,7 m. Teilweise Steinbedeckung sichtbar.                                              | 32203694 | BW   |
| 53° 8′ 39″ N, 10° 40′ 24″ O | Bostelwiebeck 204 | Länglich in O-W-Richtung, L. 12 m, Br. 7 m und H. 0,8 m. Aus Steinen errichtet und am O- und W-Rand etwas abgetragen. | 32203954 | BW   |

## Eddelsdorf
| Lage                        | Bezeichnung              | Beschreibung | ID       | Bild |
| --------------------------- | ------------------------ | --- | -------- | ---- |
| 53° 9′ 0″ N, 10° 35′ 57″ O  | Eddelstorf 1, Grabhügel  | Breit, flach, Durchmesser ca. 18 Meter und Höhe ca. 1,00 Meter, flache, verwachsene Störung von der Mitte bis zum südlichen Rand.                                         | 32204169 | BW   |
| 53° 9′ 4″ N, 10° 35′ 53″ O  | Eddelstorf 2, Grabhügel  | Oval mit gleichmäßig auslaufendem Rand, Länge ca. 21 Meter, Breite ca. 15 Meter und Höhe ca. 0,8 Meter, Oberfläche von Waldpflug beschädigt.                              | 32203903 | BW   |
| 53° 9′ 4″ N, 10° 35′ 55″ O  | Eddelstorf 3, Grabhügel  | Rest eines größeren ovalen Erdhügels, Länge ca. 18 Meter, Breite ca. 11 Metern und Höhe ca. 0,60 Meter.                                                                   | 32203902 | BW   |
| 53° 9′ 4″ N, 10° 35′ 48″ O  | Eddelstorf 4, Grabhügel  | Unregelmäßig auslaufender Rand, Durchmesser ca. 13 Meter und Höhe ca. 0,60 Meter. Oberfläche vom Waldpflug gestört.                                                       | 32204171 | BW   |
| 53° 9′ 5″ N, 10° 35′ 48″ O  | Eddelstorf 5, Grabhügel  | Rest von 8 Metern Durchmesser und 0,4 Metern Höhe, ehemals Durchmesser 20 Meter und Höhe von ca. 1 Meter, mehrere verwachsene Störungen, Rand umlaufend steil abgepflügt. | 32204544 | BW   |
| 53° 9′ 4″ N, 10° 35′ 59″ O  | Eddelstorf 7, Grabhügel  | Zergraben, Durchmesser ca. 21 Meter, Höhe von ca. 2,40 Meter, zwei tiefe runde Ausgrabungen.                                                                              | 32204546 | BW   |
| 53° 9′ 16″ N, 10° 35′ 54″ O | Eddelstorf 13, Grabhügel | Gleichmäßig geformte Kuppe mit flach auslaufendem Rand, Durchmesser ca. 6 Meter und Höhe ca. 0,3 Meter.                                                                   | 32209770 | BW   |

## Secklendorf
| Lage                        | Bezeichnung               | Beschreibung | ID       | Bild |
| --------------------------- | ------------------------- | --- | -------- | ---- |
| 53° 7′ 4″ N, 10° 35′ 3″ O   | Secklendorf 3, Grabhügel  | Flachgewölbt mit flach auslaufendem Rand, Durchmesser ca. 10 Meter und Höhe ca. 0,60 - 0,70 Meter, von Norden nach Süden in der Mitte durch Schneise angeschnitten.        | 32209894 | BW   |
| 53° 6′ 55″ N, 10° 34′ 29″ O | Secklendorf 4, Grabhügel  | Breit, sehr flach mit gleichmäßig auslaufendem Rand, Durchmesser ca. 14 Meter und Höhe ca. 0,50 Meter.                                                                     | 32206012 | BW   |
| 53° 6′ 8″ N, 10° 35′ 43″ O  | Secklendorf 11, Grabhügel | Flache, gleichmäßig rund auslaufend, Durchmesser ca. 7 Meter und Höhe ca. 0,60 Meter.                                                                                      | 32204170 | BW   |
| 53° 6′ 8″ N, 10° 35′ 43″ O  | Secklendorf 12, Grabhügel | Gleichmäßig geformt, oval, flach mit sanft auslaufendem Rand, Durchmesser ca. 9 × 11 Meter und Höhe ca. 0,50 Meter.                                                        | 32204786 | BW   |
| 53° 6′ 9″ N, 10° 35′ 43″ O  | Secklendorf 13, Grabhügel | Breit, flach, Durchmesser ca. 11 Meter und Höhe ca. 0,40 Meter, am Rand etwas ungleichmäßig auslaufend.                                                                    | 32204906 | BW   |
| 53° 5′ 58″ N, 10° 36′ 41″ O | Secklendorf 14, Grabhügel | Flach mit gleichmäßig auslaufendem Rand, Durchmesser ca. 5 Meter und Höhe ca, 0,30 Meter, nördliches Drittel von schmalem Feldweg überzogen.                               | 32204785 | BW   |
| 53° 5′ 59″ N, 10° 36′ 45″ O | Secklendorf 15, Grabhügel | | 32204784 | BW   |
| 53° 5′ 57″ N, 10° 36′ 44″ O | Secklendorf 16, Grabhügel | Flachgewölbt mit meist gleichmäßig auslaufendem Rand, Durchmesser ca. 12 Meter und Höhe ca. 0,80 Meter, im Nordosten etwa 1,00 - 1,50 m beim Straßendurchstich abgefahren. | 32204907 | BW   |
| 53° 5′ 53″ N, 10° 36′ 12″ O | Secklendorf 24, Steinmal  | | 32205590 | BW   |
| 53° 6′ 7″ N, 10° 35′ 41″ O  | Secklendorf 31, Grabhügel | | 32206908 | BW   |